# Ratpenat de Guatemala
El ratpenat de Guatemala (Myotis cobanensis) és una espècie de ratpenat de la família dels vespertiliònids. És endèmic del centre de Guatemala, on viu a altituds properes a 1.300 msnm.